# 沙羅 (ストリッパー)
沙羅（さら、1975年1月5日 - ）は、東京都出身のストリッパー。
身長164cm、体重49kg、スリーサイズ はB85cm・W57cm・H85cm。血液型はO型。

## 略歴
もとはごく普通の都内の4年制大学に通う学生だったが、1993年8月1日、浅草ロック座で歌い手として当初デビュー、その後踊り子に転じる。同劇場所属。
2004年4月15日の出演をもって長期休業に入り、引退説も囁かれていたが、2005年5月1日、浅草ロック座で復帰。以来、全国各地の劇場で活躍中。

## 人物
ロリコン顔に舞台映えする長い手足、抜群のスタイルが評判。優美でスタイリッシュで華麗なダンス、可憐でいて優雅さ漂うベットは、1年のブランクを経た現在でも健在。
趣味は散歩。特技走ること、料理。
嫌いな物は納豆、羊羹、ニンジン。